# Torre Latinoamericana
Torre Latinoamericana foi o primeiro arranha-céus do México, situado na Cidade do México. Durante vários anos foi considerado o arranha-céus mais alto do México e da América Latina. A sua construção começou em 1949, sendo acabada 4 anos mais tarde. A Torre Latinoamericana tem 43 pisos de escritórios e uma antena de transmissão de rádio e televisão.